# Dominikus Zimmermann

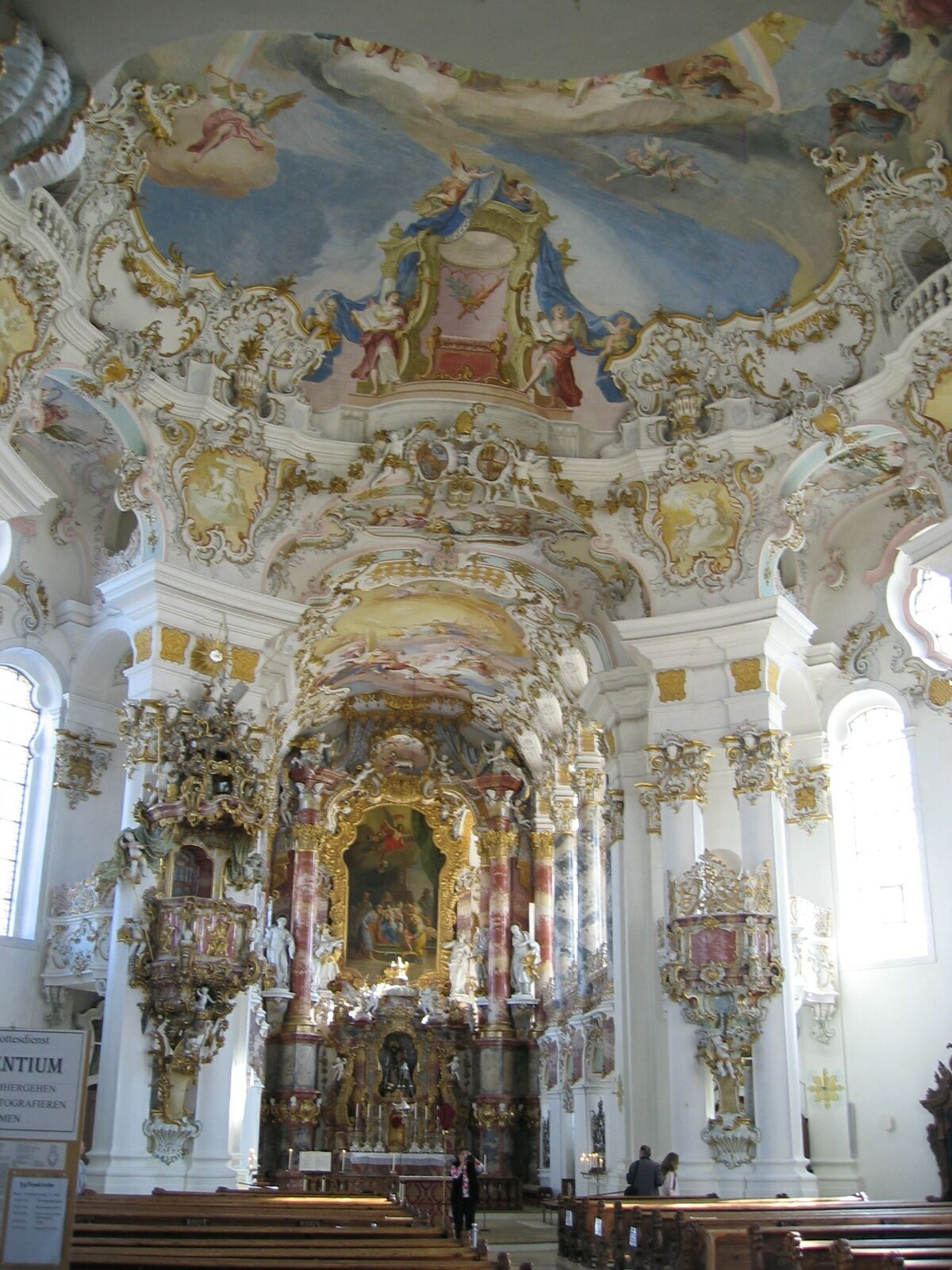
Dominikus Zimmermann - Die Wies, interiören.

Dominikus Zimmermann, född 30 juni 1685 i Wessobrunn (Bayern), död 16 november 1766, var en tysk arkitekt och stuckatör under rokokoepoken.
I vallfartskyrkan Die Wies (1746-1754) förenar Zimmermann ett avlångt kyrkorum med en central oval som har ett ambulatorium. Interiören med sin överdådiga utsmyckning står i skarp kontrast till den mera återhållsamma och strama exteriören. I interiören utgör stuckutsmyckningarna en övergång mellan kyrkorummets arkitektur och takvalvets freskmåleri. I koret är gränsen mellan arkitektur och ren dekoration nästan helt upphävd.
Stuckdekorationerna och målningarna i Die Wies är utförda av Zimmermanns bror Johann Baptist Zimmermann.